# قتاد موصلي
القَتَاد الموصلي (باللاتينية: Astragalus mossulensis) نوع نباتي عشبي من جنس القتاد.

## البيئة والانتشار
موطنه بلاد الشام والعراق.

## مرادفات للاسم العلمي
- (باللاتينية: Astragalus olginii Bunge)
- (باللاتينية: Astragalus pseudomossulensis Nabelek)
- (باللاتينية: Astragalus mossulensis var. complicatus Eig)
- (باللاتينية: Astragalus mossulensis var. multiflorus Eig)